# Marcols-les-Eaux

Marcols-les-Eaux este o comună în departamentul Ardèche din sud-estul Franței. În 1 ianuarie 2022 avea o populație de 283 de locuitori.